# CryptoLocker
CryptoLocker là một loại virus máy tính (phần mềm ác ý) được gọi tên Ransomware có nghĩa là "virus đòi tiền chuộc", khi đã khống chế được máy tính của nạn nhân thì chúng sẽ tiến hành mã hóa các file dữ liệu quan trọng của máy, đồng thời đưa ra cảnh báo đòi tiền chuộc, có khi là 100$, 200$, 300$ hoặc 2 Bitcoin. Nạn nhân có tối đa 100 giờ để tiến hành chuyển tiền chuộc, nếu không dữ liệu sẽ bị xóa.

## Trục lợi để tống tiền
Trung tâm tư vấn an ninh mạng Dell SecureWorks của hãng máy tính Dell cho biết trong 100 ngày CryptoLocker xuất hiện, đã có khoảng 250 ngàn máy tính trên toàn thế giới bị nhiễm vi rút này, từ đó các hacker đã kiếm được hơn 1 triệu USD tiền chuộc từ các nạn nhân, chuyển tới cho chúng để lấy mã mở khóa các dữ liệu. Ngoài tiền mặt nhận được, hacker cũng đã thu về hơn 1200 bitcoin từ các nạn nhân, lúc đó chúng đem bán được gần 400.000$ mà nếu để dành tới gần đây để bán thì chúng có thể thu được khoảng 1 triệu USD, tính theo tỷ giá hiện tại là khoảng 800$/bitcoin.

## Nguyên lý
Theo Dell SecureWorks, CryptoLocker sử dụng thuật toán mã hóa dữ liệu khai thác từ hàm CrytoAPI của Microsoft, do đó dữ liệu của người dùng một khi đã bị virus can thiệp thì rất khó để giải mã và khôi phục chúng, vì vậy mà rất nhiều nạn nhân chỉ biết trả tiền chuộc để mong lấy lại dữ liệu của mình, dù việc này không chắc chắn nạn nhân sẽ lấy lại được dữ liệu của mình. CryptoLocker lây nhiễm chủ yếu qua email, bằng cách giả mạo thư chứa đường dẫn theo dõi đơn hàng UPS, Fedex hoặc email than phiền của khách hàng gửi tới phòng CSKH của các công ty. Sau khi nhiễm vào máy tính, CryptoLocker sẽ mã hóa dữ liệu trong máy của nạn nhân rồi hiện thông báo đòi tiền chuộc, từ 100$ đến vài trăm đô la, có khi là bằng 2 bitcoin. Loại virus này chủ yếu lây nhiễm ở các nước châu Âu và Bắc Mỹ.

## Đối phó
Trước đó, Cơ quan phòng chống tội phạm vương quốc Anh (NCA) trong tháng 11 đã phát đi cảnh báo về một loại virus đang lan truyền rất nhanh trên mạng thông qua email, có tên là CryptoLocker. Nắm được tâm lý rất nhiều người phương Tây đang mua sắm hàng hóa cuối năm, một nhóm hacker chưa rõ danh tín đã tạo ra CryptoLocker rồi gởi kèm chúng trong những email giả mạo đường link theo dõi vận chuyển đơn hàng chuyển phát nhanh của Fedex hoặc UPS, khi người dùng nhấn vô link này thì máy bị nhiễm virus.